# Mein Lieblingsradio
Mein Lieblingsradio ist ein lokaler privater Hörfunksender in Nürnberg. Er gilt als Nachfolger von Pirate Radio im digital-terrestrischen Sendeweg. Das Sendestudio befindet sich im Funkhaus Nürnberg. Der Sender gehört zur Studio-Gong-Sendergruppe.

## Gründung
Der Sender wurde als Nachfolgeprogramm von Pirate Radio auf dem DAB-Sendeweg neu gegründet. Im Juni 2018 beschloss der Hörfunkausschuss der Landeszentrale für neue Medien (BLM), dass Pirate Gong, das einige Jahre zuvor aus dem terrestrischen Sendeweg ausgestiegen war und als Webradio weitersendete, sein Senderkonzept erneut dauerhaft ändern darf. Für das neue Programm bewarb sich der Eigentümer um einen von zwei neu geschaffenen DAB-Sendeplätzen. Das bisherige Pirate Radio wurde zwischenzeitlich mit einer Mischung aus Indie, Grunge und Alternative Rock als Internetsender weitergeführt.

## Programm
Zur Musikauswahl gehören ausschließlich aktuelle Hits mit Schwerpunkt auf deutsche Titel. Verantwortet wird die Auswahl von Florian Kerschner (Hit Radio N1) und Sigi Hoga (Radio F). Lokalnachrichten aus Nürnberg werden stündlich gesendet.

## Verbreitung
Das Programm wird über den lokalen DABplus-Multiplex (Kanal 10C) mit 88 kbit/s verbreitet. Mit Sendern am Nürnberger Fernmeldeturm (6 kW) und am Dillberg (10 kW im Gleichwellenbetrieb) erstreckt sich die Inhouse-Versorgung im Wesentlichen auf das Stadtgebiet Nürnberg und Fürth, den angrenzenden Landkreis Nürnberger Land um den Sender Dillberg und Teile des Stadtgebiets Erlangen und Herzogenaurach. Hinzu kommen eine Mobile App und Livestreams auf mehreren Streaming-Plattformen, darunter über die Homepage des Senders. Geplant ist ferner die Ausweitung auf die Plattform Radioplayer.
In der Funkanalyse Bayern im Jahr 2022 wurde der Weiteste Hörerkreis mit 18.300 Hörern angegeben, Stammhörer sind 9.200 Hörer. Die Tagesreichweite liegt bei 1.100 Hörern. Die größte Hörergruppe sind mit 2,4 Prozent die 14- bis 29-jährigen.